# قره‌جال‌لی (اوجار)
قره‌جال‌لی (به لاتین: Qaracallı) یک منطقه مسکونی در جمهوری آذربایجان است که در شهرستان اوجار واقع شده است. قره‌جال‌لی ۳۲۹۲ نفر جمعیت دارد.